# 著作権情報センター
公益社団法人著作権情報センター（ちょさくけんじょうほうセンター、英文名称: Copyright Research and Information Center、略称：CRIC）は、著作権思想の普及及び啓発活動、並びに著作権制度の改善及び適正な運用のための調査研究などを行っている公益法人。定期刊行物に『月刊コピライト』がある。
旧社団法人著作権資料協会（1961年設立）、著作権資料センター。元文部科学省所管。

## 組織
- 事務局
  - 管理部
  - 業務部
  - 相談室
- 附属著作権研究所

### 諮問機関
- 総務委員会
- 専門委員会
  - 国際委員会
  - コピライト編集委員会
  - 図書選定委員会

## 刊行物
- 著作権関係法令・条約集（旧題：著作権関係法令集）
- Copyright law of Japan
- コピライト

## 正会員団体
- 一般社団法人演奏家権利処理合同機構MPN
- 一般社団法人コンピュータソフトウェア著作権協会
- 協同組合日本映画監督協会
- 一般社団法人日本映画製作者連盟
- 一般社団法人日本映像ソフト協会
- 一般社団法人日本音楽作家団体協議会
- 一般社団法人日本音楽事業者協会
- 一般社団法人日本音楽出版社協会
- 一般社団法人日本音楽制作者連盟
- 一般社団法人日本音楽著作権協会
- 協同組合日本脚本家連盟
- 公益社団法人日本芸能実演家団体協議会
- 一般社団法人日本作詩家協会
- 一般社団法人日本雑誌協会
- 協同組合日本シナリオ作家協会
- 一般社団法人日本写真著作権協会
- 一般社団法人日本書籍出版協会
- 一般社団法人日本美術家連盟
- 公益社団法人日本複製権センター
- 公益社団法人日本文藝家協会
- 日本放送協会
- 一般社団法人日本民間放送連盟
- 一般社団法人日本レコード協会

## 関連団体
- 日本美術著作権機構
- 公益社団法人日本グラフィックデザイナー協会
- 公益社団法人日本芸能実演家団体協議会
- 公益社団法人映像文化製作者連盟
- 一般社団法人私的録音補償金管理協会
- 一般社団法人私的録画補償金管理協会
- 一般財団法人ソフトウェア情報センター
- 特定非営利活動法人肖像パブリシティ権擁護監視機構
- 一般財団法人知的財産研究教育財団